# Temporada 1902-1903 del FC Barcelona
La temporada 1902-03 va ser la 4a de la història del FC Barcelona. El club abandona la Copa Macaya i organitza la seva pròpia competició, la Copa Barcelona, que acaba guanyant.

## Fets destacats
El Barcelona decideix retirar-se de la Copa Macaya, després de primer partit. El club trenca relacions amb la Federació Gimnàstica i crea una nova competició: La Copa Barcelona.
Venç el Barcelona en dura lluita amb l'Espanyol, amb qui empata en els dos enfrontaments directes. El trofeu en disputa el van pagar els socis barcelonistes (uns 250), a dues pessetes i quaranta cèntims per cap. Tots els participants van tenir premi: medalles per als tres primers; una bandera de linier per al quart; al cinquè, una pilota de reglament; uns guants de porter per al sisè; una manxa per al setè i un xiulet per a l'últim.
Joan Gamper marca 9 gols en un partit: Barcelona, 13 - Club X, 0, a la Copa Barcelona. Ho ha fet tres vegades a la seva carrera al Barça. És l'únic golejador de la història del club que marca 9 gols en un partit oficial, encara que Josep Escolà també va marcar 9 gols en un Barça, 11 - Real Unión de Irun, 1 de 1935, però va ser en un partit amistós.

### 1902
- 5 de setembre: Paul Haas substitueix Bartomeu Terradas com a president del club.

## Plantilla
Font:
| N.                            | Pos. | Nac. | Jugador               | Total | Total | Copa Macaya | Copa Macaya | Copa Barcelona | Copa Barcelona | Amistosos | Amistosos |
| N.                            | Pos. | Nac. | Jugador               | PJ    | Gols  | PJ          | Gols        | PJ             | Gols           | PJ        | Gols      |
| ----------------------------- | ---- | --- | --------------------- | ----- | ----- | ----------- | ----------- | -------------- | -------------- | --------- | --------- |
| —                             | POR  | [[Fitxer:Flag of Catalonia.svg\|23x15px\|border \|alt=Catalunya\|link=Selecció de futbol de Catalunya\|{{#if:\|]]                              | Vicenç Reig           | 18    | -10   | 0           | 0           | 11             | -10            | 7         | -         |
| —                             | POR  | [[Fitxer:Flag of Catalonia.svg\|23x15px\|border \|alt=Catalunya\|link=Selecció de futbol de Catalunya\|{{#if:\|]]                              | Lluís Puelles Pàmies  | 11    | 0     | 1           | 0           | 1              | 0              | 9         | -         |
| —                             | DEF  | [[Fitxer:Flag of Catalonia.svg\|23x15px\|border \|alt=Catalunya\|link=Selecció de futbol de Catalunya\|{{#if:\|]]                              | Arthur Witty          | 18    | 0     | 1           | 0           | 11             | 0              | 6         | 0         |
| —                             | DEF  | [[Fitxer:Flag of England.svg\|23x15px\|border \|alt=Anglaterra\|link=Selecció de futbol d'Anglaterra\|{{#if:\|]]                               | Charles Heresford     | 11    | 0     | 0           | 0           | 10             | 0              | 1         | 0         |
| —                             | DEF  | [[Fitxer:Flag of Switzerland.svg\|23x16px\|border \|alt=Suïssa\|link=Selecció de futbol de Suïssa\|{{#if:\|]]                                  | Emil Rudolf Gass      | 9     | 1     | 0           | 0           | 8              | 1              | 1         | 0         |
| —                             | DEF  | [[Fitxer:Flag of the Valencian Community (2x3).svg\|23x15px\|border \|alt=País Valencià\|link=Selecció de futbol del País Valencià\|{{#if:\|]] | Josep Quirante        | 9     | 0     | 0           | 0           | 3              | 0              | 6         | 0         |
| —                             | MIG  | [[Fitxer:Flag of Switzerland.svg\|23x16px\|border \|alt=Suïssa\|link=Selecció de futbol de Suïssa\|{{#if:\|]]                                  | George Meyer          | 19    | 4     | 1           | 0           | 12             | 2              | 6         | 2         |
| —                             | MIG  | [[Fitxer:Flag of Catalonia.svg\|23x15px\|border \|alt=Catalunya\|link=Selecció de futbol de Catalunya\|{{#if:\|]]                              | Josep Vidal           | 18    | 0     | 1           | 0           | 11             | 0              | 6         | 0         |
| —                             | MIG  | [[Fitxer:Flag of Catalonia.svg\|23x15px\|border \|alt=Catalunya\|link=Selecció de futbol de Catalunya\|{{#if:\|]]                              | Bartomeu Terradas     | 9     | 0     | 0           | 0           | 3              | 0              | 6         | 0         |
| —                             | MIG  | [[Fitxer:Flag of Catalonia.svg\|23x15px\|border \|alt=Catalunya\|link=Selecció de futbol de Catalunya\|{{#if:\|]]                              | Alfons Almasqué       | 9     | 4     | 1           | 0           | 1              | 1              | 7         | 3         |
| —                             | MIG  | [[Fitxer:Flag of Catalonia.svg\|23x15px\|border \|alt=Catalunya\|link=Selecció de futbol de Catalunya\|{{#if:\|]]                              | Josep Llobet          | 9     | 1     | 1           | 0           | 0              | 0              | 8         | 1         |
| —                             | DAV  | [[Fitxer:Flag of Catalonia.svg\|23x15px\|border \|alt=Catalunya\|link=Selecció de futbol de Catalunya\|{{#if:\|]]                              | Lluís d'Ossó          | 27    | 23    | 1           | 0           | 12             | 8              | 14        | 15        |
| —                             | DAV  | [[Fitxer:Flag of the Valencian Community (2x3).svg\|23x15px\|border \|alt=País Valencià\|link=Selecció de futbol del País Valencià\|{{#if:\|]] | Bernat Lassaleta      | 24    | 26    | 1           | 1           | 11             | 6              | 12        | 19        |
| —                             | DAV  | [[Fitxer:Flag of Switzerland.svg\|23x16px\|border \|alt=Suïssa\|link=Selecció de futbol de Suïssa\|{{#if:\|]]                                  | Hans Gamper           | 18    | 41    | 0           | 0           | 12             | 30             | 6         | 11        |
| —                             | DAV  | [[Fitxer:Flag of the German Empire.svg\|23x15px\|border \|alt=Imperi Alemany\|link=Selecció de futbol d'Alemanya\|{{#if:\|]]                   | Udo Steinberg         | 16    | 18    | 1           | 1           | 9              | 6              | 6         | 11        |
| —                             | DAV  | [[Fitxer:Flag of England.svg\|23x15px\|border \|alt=Anglaterra\|link=Selecció de futbol d'Anglaterra\|{{#if:\|]]                               | Stanley Harris        | 10    | 3     | 0           | 0           | 8              | 3              | 2         | 0         |
| —                             | DAV  | [[Fitxer:Flag of Catalonia.svg\|23x15px\|border \|alt=Catalunya\|link=Selecció de futbol de Catalunya\|{{#if:\|]]                              | John Parsons          | 14    | 1     | 1           | 0           | 6              | 1              | 7         | 0         |
| —                             | DAV  | [[Fitxer:Flag of Catalonia.svg\|23x15px\|border \|alt=Catalunya\|link=Selecció de futbol de Catalunya\|{{#if:\|]]                              | Costal                | 4     | 0     | 0           | 0           | 2              | 0              | 2         | 0         |
| —                             | DAV  | [[Fitxer:Flag of Catalonia.svg\|23x15px\|border \|alt=Catalunya\|link=Selecció de futbol de Catalunya\|{{#if:\|]]                              | Emil Max Gaissert     | 2     | 0     | 0           | 0           | 1              | 0              | 1         | 0         |
| Equip reserva                 |      | |                       |       |       |             |             |                |                |           |           |
| —                             | DEF  | [[Fitxer:Flag of Catalonia.svg\|23x15px\|border \|alt=Catalunya\|link=Selecció de futbol de Catalunya\|{{#if:\|]]                              | Albert Almasqué       | 3     | 0     | 0           | 0           | 0              | 0              | 3         | 0         |
| —                             | DEF  | [[Fitxer:Flag of Catalonia.svg\|23x15px\|border \|alt=Catalunya\|link=Selecció de futbol de Catalunya\|{{#if:\|]]                              | Castellà              | 1     | 0     | 0           | 0           | 0              | 0              | 1         | 0         |
| —                             | DEF  | [[Fitxer:Flag placeholder.svg\|23x15px\| \|alt=\|link=Selecció de futbol\|{{#if:\|]]                                                           | Campbell              | 1     | 0     | 0           | 0           | 0              | 0              | 1         | 0         |
| —                             | MIG  | [[Fitxer:Flag of Catalonia.svg\|23x15px\|border \|alt=Catalunya\|link=Selecció de futbol de Catalunya\|{{#if:\|]]                              | Francesc Guardiola    | 6     | 0     | 0           | 0           | 0              | 0              | 6         | 0         |
| —                             | MIG  | [[Fitxer:Flag of Catalonia.svg\|23x15px\|border \|alt=Catalunya\|link=Selecció de futbol de Catalunya\|{{#if:\|]]                              | Josep Marin           | 5     | 0     | 0           | 0           | 0              | 0              | 5         | 0         |
| —                             | MIG  | [[Fitxer:Flag of Catalonia.svg\|23x15px\|border \|alt=Catalunya\|link=Selecció de futbol de Catalunya\|{{#if:\|]]                              | Pere Cabot Roldós     | 5     | 0     | 0           | 0           | 0              | 0              | 5         | 0         |
| —                             | MIG  | [[Fitxer:Flag of France (1794–1815, 1830–1974).svg\|23x15px\|border \|alt=França\|link=Selecció de futbol de França\|{{#if:\|]]                | René Fenouillère      | 3     | 1     | 0           | 0           | 0              | 0              | 3         | 1         |
| —                             | MIG  | [[Fitxer:Flag of Switzerland.svg\|23x16px\|border \|alt=Suïssa\|link=Selecció de futbol de Suïssa\|{{#if:\|]]                                  | Heinrich Hans Fischer | 3     | 0     | 0           | 0           | 0              | 0              | 3         | 0         |
| —                             | MIG  | [[Fitxer:Flag of Catalonia.svg\|23x15px\|border \|alt=Catalunya\|link=Selecció de futbol de Catalunya\|{{#if:\|]]                              | Josep Elias           | 2     | 0     | 0           | 0           | 0              | 0              | 2         | 0         |
| —                             | MIG  | [[Fitxer:Flag of Catalonia.svg\|23x15px\|border \|alt=Catalunya\|link=Selecció de futbol de Catalunya\|{{#if:\|]]                              | Llopart               | 2     | 0     | 0           | 0           | 0              | 0              | 2         | 0         |
| —                             | MIG  | [[Fitxer:Flag of England.svg\|23x15px\|border \|alt=Anglaterra\|link=Selecció de futbol d'Anglaterra\|{{#if:\|]]                               | Junior Morris         | 1     | 0     | 0           | 0           | 0              | 0              | 1         | 0         |
| —                             | MIG  | [[Fitxer:Flag of Spain.svg\|23x15px\|border \|alt=Espanya\|link=Selecció de futbol d'Espanya\|{{#if:\|]]                                       | Arévalo               | 1     | 0     | 0           | 0           | 0              | 0              | 1         | 0         |
| —                             | DAV  | [[Fitxer:Flag of Catalonia.svg\|23x15px\|border \|alt=Catalunya\|link=Selecció de futbol de Catalunya\|{{#if:\|]]                              | Joan Bargunyó         | 2     | 0     | 0           | 0           | 0              | 0              | 2         | 0         |
| —                             | DAV  | [[Fitxer:Flag of Catalonia.svg\|23x15px\|border \|alt=Catalunya\|link=Selecció de futbol de Catalunya\|{{#if:\|]]                              | Arthur Leask          | 2     | 2     | 0           | 0           | 0              | 0              | 2         | 2         |
| —                             | DAV  | [[Fitxer:Flag of Spain.svg\|23x15px\|border \|alt=Espanya\|link=Selecció de futbol d'Espanya\|{{#if:\|]]                                       | José María Jorró      | 4     | 0     | 0           | 0           | 0              | 0              | 4         | 0         |
| —                             | DAV  | [[Fitxer:Flag of Catalonia.svg\|23x15px\|border \|alt=Catalunya\|link=Selecció de futbol de Catalunya\|{{#if:\|]]                              | George Noble          | 3     | 0     | 0           | 0           | 0              | 0              | 3         | 0         |
| —                             | DAV  | [[Fitxer:Flag of Uruguay.svg\|23x15px\|border \|alt=Uruguai\|link=Selecció de futbol de l'Uruguai\|{{#if:\|]]                                  | Joaquín Mascaró       | 1     | 0     | 0           | 0           | 0              | 0              | 1         | 0         |
| —                             | DAV  | [[Fitxer:Flag of Cuba.svg\|23x15px\|border \|alt=Cuba\|link=Selecció de futbol de Cuba\|{{#if:\|]]                                             | Francisco Gutiérrez   | 1     | 0     | 0           | 0           | 0              | 0              | 1         | 0         |
| —                             |      | [[Fitxer:Flag of Spain.svg\|23x15px\|border \|alt=Espanya\|link=Selecció de futbol d'Espanya\|{{#if:\|]]                                       | F. López              | 3     | 0     | 0           | 0           | 0              | 0              | 3         | 0         |
| —                             |      | [[Fitxer:Flag of Catalonia.svg\|23x15px\|border \|alt=Catalunya\|link=Selecció de futbol de Catalunya\|{{#if:\|]]                              | Subirachs             | 1     | 0     | 0           | 0           | 0              | 0              | 1         | 0         |
| —                             |      | [[Fitxer:Flag of Catalonia.svg\|23x15px\|border \|alt=Catalunya\|link=Selecció de futbol de Catalunya\|{{#if:\|]]                              | Puigvert              | 1     | 0     | 0           | 0           | 0              | 0              | 1         | 0         |
| Jugadors convidats o puntuals |      | |                       |       |       |             |             |                |                |           |           |
| —                             | MIG  | [[Fitxer:Flag of Spain.svg\|23x15px\|border \|alt=Espanya\|link=Selecció de futbol d'Espanya\|{{#if:\|]]                                       | Manuel del Castillo   | 1     | 0     | 0           | 0           | 0              | 0              | 1         | 0         |
| —                             | DAV  | [[Fitxer:Flag of Catalonia.svg\|23x15px\|border \|alt=Catalunya\|link=Selecció de futbol de Catalunya\|{{#if:\|]]                              | Eusebi Garcia         | 1     | 0     | 0           | 0           | 0              | 0              | 1         | 0         |
| —                             | DAV  | [[Fitxer:Flag of Ireland.svg\|23x15px\|border \|alt=Irlanda\|link=Selecció de futbol de la República d'Irlanda\|{{#if:\|]]                     | Arthur Johnson        | 1     | 0     | 0           | 0           | 0              | 0              | 1         | 0         |

1. ↑  S'inclouen els jugadors del club que no van disputar parits oficials durant la temporada.
2. ↑  Era jugador del FC Internacional.
3. ↑  Era jugador del Català FC.
4. ↑  Era jugador del Madrid FC.

## Competicions
| Competició     | Pos.    | PJ | PG | PE | PP | GF | GC | Campió        |
| -------------- | ------- | -- | -- | -- | -- | -- | -- | ------------- |
| Copa Macaya    | retirat | 1  | 1  | 0  | 0  | 2  | 0  | Club Espanyol |
| Copa Barcelona | 1r      | 12 | 10 | 2  | 0  | 58 | 10 | FC Barcelona  |

- Inclòs el partit contra l'X, equip que es va retirar de la competició un cop començada.
- Sense incloure partits guanyats per cessió de punts dels rivals.

## Partits

### Amistosos
| 26 octubre 1902 | FC Barcelona | 12 – 0 | Iberia SC | Barcelona |  |
|                 |              |        |           | Horta ·   |  |

| 2 novembre 1902 | FC Barcelona | 0 – 1 | Irish FC | Barcelona      |  |
|                 |              |       |          | Horta · Sanz · |  |

| 9 novembre 1902 | Català FC | 1 – 3 | FC Barcelona         | Barcelona                                |  |
|                 |           |       | Meyer · Leack · Osso | Antic Velòdrom de la Bonanova · Mendez · |  |

| 16 novembre 1902 | FC Barcelona          | 2 – 1 | Universitari | Barcelona       |  |
|                  | Steinberg · Lassaleta |       |              | Horta · Meyer · |  |

| 23 novembre 1902 | FC Barcelona                 | 5 – 2 | Universitari | Barcelona       |  |
|                  | Osso · Steinberg · Lassaleta |       |              | Horta · Leask · |  |

| 21 desembre 1902 | Catalònia FC | 0 – 5 | FC Barcelona          | Barcelona            |  |
|                  |              |       | Gamper · Leask · Osso | Catalonia · Garcia · |  |

| 28 desembre 1902 | FC Barcelona | 1 – 0 | FC X | Barcelona          |  |
|                  | Lassaleta    |       |      | Horta · Castells · |  |

| 4 gener 1903 | Catalònia FC | 0 – 16 | FC Barcelona                          | Barcelona              |  |
|              |              |        | Gamper · Steinberg · Osso · Lassaleta | Catalonia · Torrente · |  |

| 18 gener 1903 | FC Barcelona                 | 9 – 1 | Irish FC | Barcelona       |  |
|               | Steinberg · Lassaleta · Osso |       |          | Horta · Pujol · |  |

| 10 març 1903 | FC Barcelona | 1 – 0 | Galliope | Barcelona      |  |
|              | Lassaleta    |       |          | Horta · Park · |  |

| 28 maig 1903 | Salut SC | 3 – 2 | FC Barcelona  | Barcelona        |  |
|              |          |       | Jorró · Meyer | Salut · Garcia · |  |

| 27 Juliol 1903 | Mataroni | 2 – 8 | FC Barcelona        | Barcelona        |  |
|                |          |       | Osso · Jorró · René | Mataro · Mensa · |  |

1. ↑  Nom d'un vaixell anglès ancorat al port de Barcelona.

### Copa Macaya
| 30 novembre 1902 | Hispania AC | 0 - 2 | FC Barcelona          | Barcelona                              |  |
| Jornada 1        |             |       | Steinberg · Lassaleta | Camp del carrer Muntaner · Degollada · |  |

### Copa Barcelona
| Pos | Equip            | PJ | PG | PE | PP | GF | GC | DG  | Pts | Classificació |
| --- | ---------------- | -- | -- | -- | -- | -- | -- | --- | --- | ------------- |
| 1   | FC Barcelona (C) | 14 | 12 | 2  | 0  | 45 | 10 | +35 | 26  | Campió        |
| 2   | Club Espanyol    | 14 | 11 | 2  | 1  | 34 | 7  | +27 | 24  |               |
| 3   | Hispània AC      | 14 | 9  | 1  | 4  | 30 | 18 | +12 | 19  |               |

| 11 gener 1903 | FC Barcelona                | 7 - 0 | Iberia SC | Barcelona                                |  |
| Jornada 1     | Gamper · d'Ossó · Lassaleta |       |           | Camp de la carretera d'Horta · Alesson · |  |

| 25 gener 1903 | FC Barcelona | 2 - 1 | Català FC | Barcelona                                |  |
| Jornada 3     | Gamper       |       | Gol       | Camp de la carretera d'Horta · Alesson · |  |

| 1 febrer 1903 | FC Barcelona                | 13 - 0 | FC X | Barcelona                             |  |
| Jornada 4     | Gamper · d'Ossó · Lassaleta |        |      | Camp de la carretera d'Horta · Cusí · |  |

| 8 febrer 1903 | FC Barcelona             | 6 - 0 | FC Internacional | Barcelona                      |  |
| Jornada 6     | Gamper · d'Ossó · Harris |       |                  | Camp de la carretera d'Horta · |  |

| 22 febrer 1903 | FC Barcelona | punts cedits | Salut SC | Barcelona                      |  |
| Jornada 8      |              |              |          | Camp de la carretera d'Horta · |  |

| 1 març 1903 | FC Barcelona                           | 6 - 1 | Hispania AC | Barcelona                                 |  |
| Jornada 9   | Steinberg · Lassaleta · Meyer · d'Ossó |       | Gol         | Camp de la carretera d'Horta · Oliveras · |  |

| 8 març 1903      | FC Barcelona       | 2 - 2 | Club Español | Barcelona                                                     |  |
| 15:30 Jornada 10 | Gamper · Steinberg |       | Gol · Gol    | Camp de la carretera d'Horta · 4.000 espectadors · Hamilton · |  |

| 19 març 1903 | Irish FC | 1 - 4 | FC Barcelona          | Barcelona |  |
| Jornada 12   |          |       | Gamper · Meyer · Gass | Acha ·    |  |

| 22 març 1903 | Català FC | 2 - 4 | FC Barcelona                   | Barcelona                                 |  |
| Jornada 13   | Gol · Gol |       | Gamper · Steinberg · Lassaleta | Antic Velòdrom de la Bonanova · Mascaró · |  |

| 29 març 1903 | FC Internacional | punts cedits | FC Barcelona | Barcelona |  |
| Jornada 15   |                  |              |              |           |  |

| 5 abril 1903 | Iberia SC | 0 - 8 | FC Barcelona                 | Barcelona |  |
| Jornada 16   |           |       | Steinberg · Gamper · Parsons | Mascaró · |  |

| 12 abril 1903 | Salut SC | punts cedits | FC Barcelona | Barcelona |  |
| Jornada 17    |          |              |              |           |  |

| 13 abril 1903 | FC Barcelona      | 3 - 1 | Irish FC | Barcelona                                |  |
| Jornada 2     | d'Ossó · Almasqué |       | Gol      | Camp de la carretera d'Horta · Barroso · |  |

| 19 abril 1903 | Hispania AC | 0 - 1 | FC Barcelona | Barcelona                          |  |
| Jornada 18    |             |       | Gamper       | Camp del carrer Muntaner · Cabot · |  |

| 26 abril 1903 | Club Español | 2 - 2 | FC Barcelona    | Barcelona                              |  |
| Jornada 19    | · Cenarro    |       | Gamper · Harris | Camp de l'Hospital Clínic · Hamilton · |  |